# Avianca Cargo
A Avianca Cargo (anteriormente Tampa Cargo) é uma companhia aérea de carga com sede no Aeroporto Internacional José María Córdova em Medellín, na Colômbia Fundada em 11 de Março de 1973, a Tampa Cargo era uma companhia aérea especializada em transportes de flores da América Latina para Miami, bem como cargas em geral
A empresa foi fundada em 11 de março de 1973 em Medellín, na Colômbia, sob o nome Tampa Cargo (Transportes Aéreos Mercantiles PanAmericanos)

## História
A empresa foi fundada em 11 de março de 1970 em Medellín por Luis H. Coulson "El Abuelo" juntamente com o Capitão Juan Mesa e Aníbal Obando sob o nome de Transportes Aéreos Mercantiles PanAmericanos (Tampa).
Iniciou as operações com um Douglas DC-6 na rota entre o Aeroporto Olaya Herrera, em Medellín, e o Aeroporto Internacional El Dorado, em Bogotá. Em 1979 renovou a sua frota com a aquisição em leasing de um Boeing 707-320C, operando 5 destes.
Após superar diversas crises por problemas com o tráfico de drogas em uma de suas aeronaves, em 1988 Tampa decidiu renovar sua frota trazendo 4 DC-8-71F com a mais moderna tecnologia de sua época, incluindo sistemas de posicionamento GPS e motores CFM.
A Martinair, companhia aérea da Holanda, adquire 40% do capital em 1996 e decide trocar a frota de DC-8 pelos primeiros 4 Boeing 767-200 convertidos para cargas da BEDEK sob o código B767-200SF, todas provenientes da companhia aérea brasileira Varig. Em 2008, a Synergy Aerospace adquiriu 100% da companhia aérea e em 2011 iniciou seu processo de renovação de frota com a encomenda de 5 Airbus A330F atualmente em operação e a incorporação de um Boeing 767-300F da Air Japan.
Avianca Cargo
No ano de 2013, após a compra pelo Synergy Aerospace, a empresa mudou o nome para Avianca Cargo
Como parte de sua expansão, a empresa começou a operar a diversos destinos. em 2023, a empresa iniciou as operações em Vitória, capital do Espírito Santo, e uma terceira frequência semanal de voo cargueiro em Florianópolis

## Destinos
A Avianca Cargo opera os seguintes destinos:
| Países               | Destinos            | Aeroportos                                       |
| -------------------- | ------------------- | ------------------------------------------------ |
| Argentina            | Buenos Aires        | Aeroporto Internacional Ministro Pistarini       |
| Brasil               | Campinas            | Aeroporto Internacional de Campinas              |
| Brasil               | Manaus              | Aeroporto Internacional Eduardo Gomes            |
| Brasil               | São Paulo           | Aeroporto Internacional de São Paulo-Guarulhos   |
| Brasil               | Curitiba            | Aeroporto Internacional Afonso Pena              |
| Brasil               | Florianópolis       | Aeroporto internacional de Florianópolis         |
| Brasil               | Vitória             | Aeroporto Internacional de Vitória               |
| Chile                | Santiago            | Aeroporto Internacional Arturo Merino Benítez    |
| Colômbia             | Bogotá              | Aeroporto Internacional El Dorado (HUB)          |
| Colômbia             | Cali                | Aeroporto Internacional Alfonso Bonilla Aragón   |
| Colômbia             | Medellín            | Aeroporto Internacional José María Córdova (HUB) |
| Costa Rica           | San José            | Aeroporto Internacional Juan Santamaría          |
| Equador              | Guaiaquil           | Aeroporto Internacional José Joaquín de Olmedo   |
| Equador              | Quito               | Aeroporto Internacional Mariscal Sucre           |
| El Salvador          | San Salvador        | Aeroporto Internacional de El Salvador           |
| Estados Unidos       | Miami               | Aeroporto Internacional de Miami (HUB)           |
| Guatemala            | Cidade da Guatemala | Aeroporto Internacional La Aurora                |
| México               | Cidade do México    | Aeroporto Internacional da Cidade do México      |
| Panamá               | Cidade do Panamá    | Aeroporto Internacional de Tocumen               |
| Paraguai             | Assunção            | Aeroporto Internacional Silvio Pettirossi        |
| Paraguai             | Ciudad del Este     | Aeroporto Internacional Guarani                  |
| Peru                 | Lima                | Aeroporto Internacional Jorge Chávez             |
| República Dominicana | Santo Domingo       | Aeroporto Internacional Las Américas             |
| Uruguai              | Montevideo          | Aeroporto Internacional Carrasco                 |

## Frota
A frota da Avianca Cargo está composta por seguintes aeronaves:
| Aeronaves        | En serviço | Pedidos | Matrículas                                        | Anos de Operações                                 | Notas                                             |
| ---------------- | ---------- | ------- | ------------------------------------------------- | ------------------------------------------------- | ------------------------------------------------- |
| Airbus A330-200F | 6          | 1       | N342AV                                            | 11,1 anos                                         | Por entrar en serviço                             |
| Airbus A330-200F | 6          | 1       | N331QT                                            | 10,7 anos                                         | Opera com Cor Verde                               |
| Airbus A330-200F | 6          | 1       | N330QT                                            | 10,8 anos                                         | Opera com a Pintura da Avianca Cargo              |
| Airbus A330-200F | 6          | 1       | N332QT                                            | 10,3 anos                                         | Opera com a Pintura da Avianca Cargo              |
| Airbus A330-200F | 6          | 1       | N334QT                                            | 10,1 anos                                         | Opera com a Pintura da Avianca Cargo              |
| Airbus A330-200F | 6          | 1       | N336QT                                            | 9,6 anos                                          | Opera com a Pintura da Avianca Cargo              |
| Airbus A330-200F | 6          | 1       | N335QT                                            | 9,4 anos                                          | Opera com a Pintura da Avianca Cargo              |
| Total            | 6          | 1       | Idade média da frota (Janeiro de 2024): 10,3 anos | Idade média da frota (Janeiro de 2024): 10,3 anos | Idade média da frota (Janeiro de 2024): 10,3 anos |